# Макниш, Генри
Генри (Чиппи) Макниш (англ. Henry McNish; 1874—1930) — моряк, участник Имперской трансантарктической экспедиции (1914—1917) под руководством Эрнеста Шеклтона (плотник «Эндьюранс»), один из участников плавания на «Джеймсе Кэрде».

## Краткая биография
Чиппи Макниш родился в семье сапожника Джона Макниша и его жены Мэри Джейн (поженились 5 ноября 1869 года) в 1874 году третьим из одиннадцати детей в семье (разночтения по поводу даты рождения появились после смерти Макниша, когда несколько газет опубликовали официальные некрологи с датой рождения 1866 год, тогда же, по видимому, появились и расхождения в имени — Генри-Гарри). Прозвище Чиппи (от англ. chips — стружка) получил за свою профессию, оно было стандартным для большинства корабельных плотников того времени. Чиппи великолепно разбирался в кораблестроении, его умения и навыки в этой профессии были просто исключительными. Помимо этого он был прекрасным жестянщиком.

Макниш был четыре раза женат, но о его собственных детях ничего не известно. У четвёртой жены — Агнес Мартиндэйл, была дочь Нэнси, о которой Макниш упоминал в своих дневниках. Придерживался социалистических взглядов, был членом Свободной пресвитерианской церкви Шотландии, не переносил нецензурную брань и не признавал никаких авторитетов.

## Имперская трансантарктическая экспедиция Шеклтона
В 1914 году Чиппи Макниш стал участником второй экспедиции Шеклтона на должности плотника на экспедиционном судне «Эндьюранс». Он был одним из самых возрастных её участников (моложе лишь Шеклтона (на несколько месяцев) и Альфреда Читэма — третьего помощника).
На борту «Эндьюранс» и после его гибели у Чиппи всегда было много работы. Он сделал на капитанском мостике шестифутовый деревянный семафор, позволявший штурману указывать морякам и учёным в каком направлении и насколько крутить штурвал во время лавирования в паковом льду. Это устройство очень экономило время, а также позволяло не повышать голос. Он сколотил на корме небольшую пристройку для наблюдения за гребным винтом с целью предотвращения его повреждения тяжёлым льдом. Сделал специальные ледовые клещи, благоустроил «Эндьюранс» для зимовки экипажа, построил рулевую рубку над штурвалом для защиты в холодную штормовую погоду и многое другое. Не менее самоотверженно Макниш трудился и по спасению судна от неминуемой гибели: 

Корабль быстро набирал воду с кормы и плотник тут же принялся за работу, чтобы сделать водонепроницаемую переборку со стороны двигателя. Вкалывали все, в две смены, в течение всей ночи откачивая воду и помогая плотнику. Утром течь удалось взять под контроль. Плотник с помощником конопатили переборку полосками одеял и прибивали планки по швам, там, где это возможно.

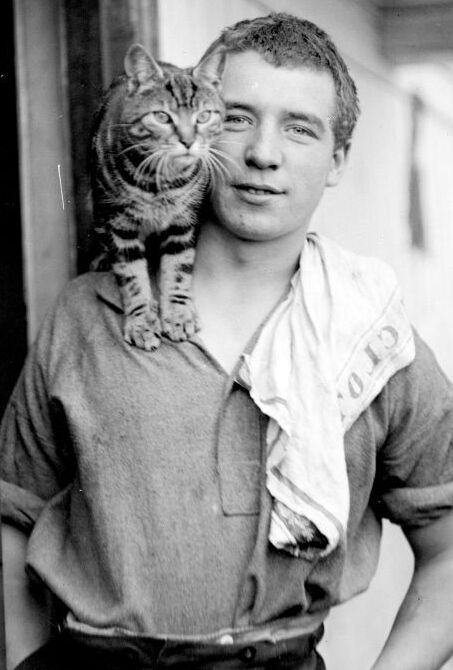
Пирси Блекбороу с миссис Чиппи

 Макниш был хозяином единственной кошки в плавании — «Миссис Чиппи» (хотя это был кот). Кот был застрелен Шеклтоном после гибели «Эндьюранс», после того, как команда попыталась идти в направлении ближайшей земли. 

В полдень застрелили трех молодых щенков Салли, Сириуса Сью и Миссис Чиппи, кота плотника. Мы не можем позволить себе содержать слабых в новых условиях. Маклин, Крин и плотник, кажется, тяжело восприняли потерю своих друзей.
 Во время одной из двух таких попыток у Шеклтона с Макнишем произошёл конфликт, в котором Макниш якобы в открытую выступил против этого решения Шеклтона. На этой версии настаивают биографы и историки экспедиции, в том числе К. Александер. И хотя единственное, что написал об этом инциденте Шеклтон: «Я никогда не прощу ему перенесенного тогда нервного напряжения», считается, что именно из-за этого Шеклтон не представил Макниша к награждению Полярной медалью. Как написал позже хирург экспедиции Александр Маклин: 

«Я крайне огорчен тем, что Макниш, Винсент, Холнесс и Стивенсон не получили Полярную медаль… из всех участников экспедиции никто так её не заслужил, как старый плотник. Я расцениваю лишение Макниша медали высшей несправедливостью».
Тем не менее дальнейшие попытки продвинуться к земле по труднопроходимому ледовому рельефу были Шеклтоном прекращены и после многомесячного дрейфа и тяжелейшего перехода по открытому морю на спасательных шлюпках команде «Эндьюранс» удалось 14 апреля 1916 года достичь острова Мордвинова (Элефант).
Шеклтон понимал, что искать спасения для команды на безлюдном, находящемся вдали от морских путей острове бессмысленно, поэтому он решил с целью спасения команды предпринять отчаянную попытку достичь на маленькой спасательной шлюпке «Джеймс Керд» острова Южная Георгия — ближайшего достижимого острова, на котором было возможно отыскать помощь. С собой Шеклтон брал пятерых человек: Фрэнка Уорсли (капитана Эндьюранс), Тома Крина (второго помощника капитана), боцмана Джона Винсента, матроса Тимоти Маккарти и Чиппи Макниша. Чиппи сделал всё, что было в его силах и возможностях, чтобы путешествие удалось. Шеклтон пишет, что: 

У него не было достаточно древесины для палубы, но, используя лыжи от саней и крышки упаковочных коробок, он сделал от бака до кормы хороший каркас. Это была основа для брезентового покрытия. У нас был с собой сильно смерзшийся рулон брезента, и этот материал нужно было вначале обрезать, а затем оттаять на жировой печи, фут за футом, для того чтобы придать ему необходимую форму. Когда его закрепили в нужном положении это, безусловно, придало некую видимую безопасность лодке, хотя у меня было неприятное чувство, вызванное сильным сходством с декорацией, на которой видишь гранитную стену, а на самом деле это лишь брезент и рейки. Но как показали дальнейшие события, это укрытие выполнило свою задачу на отлично. Мы, безусловно, не смогли бы без него выжить в плавании.
 Это эпическое плавание на шлюпке «Джеймс Кэрд» вошло в историю, как самое невероятное из совершённых на открытых лодках.

## После экспедиции

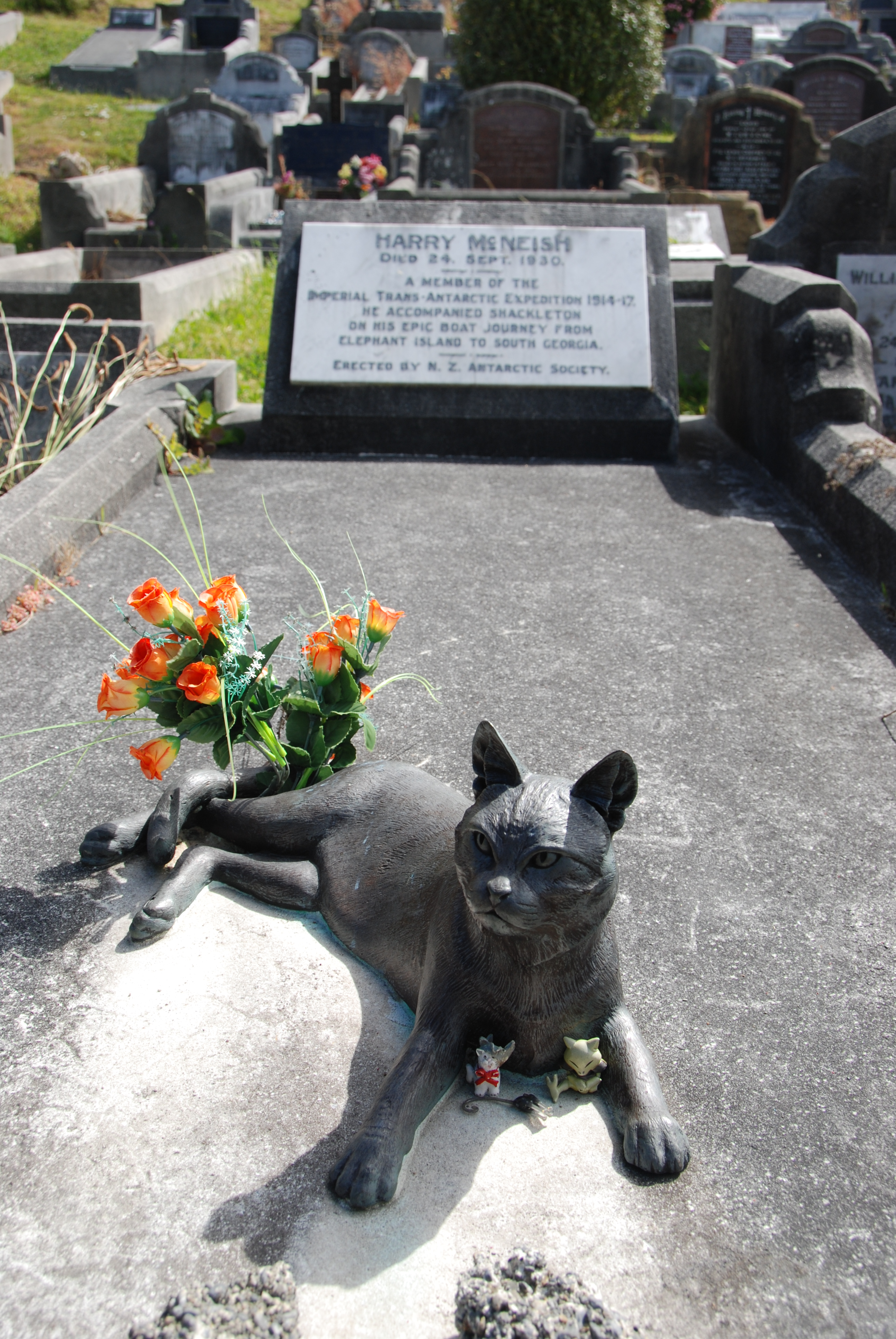
Могила Генри Макниша на кладбище Карори

После экспедиции Генри Макниш вернулся в торговый флот и работал на различных судах, курсирующих между Англией и Новой Зеландией. Путешествие на «Джеймсе Кэрде» окончательно подорвало его здоровье и он постоянно жаловался на сильнейшие боли, особенно в руках. Он оставил работу на флоте и в 1925 году начал жить в Новой Зеландии, где работал в доках Веллингтона. После получения тяжёлой травмы, которая не позволила ему продолжать работать, он довольно быстро остался без средств к существованию и, в итоге, попал в дом милосердия Охиро (Веллингтон), где умер 24 сентября 1930 года в возрасте 56 лет.

В память о выдающихся заслугах он был похоронен с соблюдением всех военно-морских почестей на кладбище Кэроли в Веллингтоне экипажем HMS Dunedin. Тем не менее, в течение почти тридцати последующих лет, его могила оставалась в полном забвении. Надгробие было установлено лишь в 1959 году Новозеландским Антарктическим обществом (англ. New Zealand Antarctic Society). В 2004 году в память о великом плотнике Генри Макнише и его «Миссис Чиппи» Новозеландское Антарктическое общество установило на могиле небольшую статую его любимой кошки. В 1958 году Британским управлением по изучению Антарктики (англ. British Antarctic Survey) в честь Генри Макниша был назван небольшой остров в устье залива Кинг-Хокон-Бэй — месте высадки «Джеймс Керд».